# Newport (Gwent)
Newport (wal. Casnewydd) – miasto w Wielkiej Brytanii (Walia) w hrabstwie Newport, od 2002 posiadające status city, port przy ujściu rzeki Usk do Kanału Bristolskiego. W 2021 roku miasto liczyło 159 587 mieszkańców.

## Gospodarka
W mieście rozwinął się przemysł maszynowy, elektrotechnicznej, chemiczny, odzieżowy, papierniczy oraz hutniczy.

## Sport
Znajduje się tu klub rugby Newport Rugby Club, piłki nożnej – Newport County A.F.C. oraz żużlowy – Newport Wasps, a także stadion Newport Stadium. Jednym z ważniejszych wydarzeń sportowych w mieście jest turniej snookera Welsh Open. W 2010 w okolicy odbył się turniej golfowy Ryder Cup.

## Osoby urodzone w Newport
- Desmond Llewelyn – brytyjski (walijski) aktor, występował w roli Q w serii filmów o Jamesie Bondzie

## Miasta partnerskie
- Heidenheim an der Brenz, Niemcy
- Kutaisi, Gruzja
- Kuangsi, Chiny
- Annapolis, Stany Zjednoczone